# 16121 Burrell
A 16121 Burrell (ideiglenes jelöléssel 1999 XD66) a Naprendszer kisbolygóövében található aszteroida. A LINEAR projekt keretében fedezték fel 1999. december 7-én.